# Фредрік Єнсен
Фредрік Єнсен (норв. Fredrik Jensen; 25 березня 1914, Крістіанія — 31 липня 2011, Істад) — норвезький доброволець військ СС, оберштурмфюрер СС. Єдиний норвежець-кавалер Німецького хреста в золоті.

## Біографія
Після німецької окупації Норвегії в серпні 1940 року вступив у Національну єдність. Вивчав політику в Німеччині, в 1941 році вступив добровольцем у війська СС. В складі 4-го танково-гренадерського полку СС «Дер Фюрер» брав участь у Німецько-радянській війні. Був 5 разів поранений, кінець війни зустрів у віденському шпиталі.
Єнсен провів у таборах для інтернованих 18 місяців, поки не втік. Після повернення в Норвегію був засуджений до трьох місяців ув'язнення і позбавлення громадянських прав на 10 років. Після звільнення переїхав у Швецію, де керував заводом з виробництва офісної техніки. За словами Єнсена, він 30 років прожив у Іспанії. Оскільки Інтерпол розшукував Єнсена як воєнного злочинця, в 1994 році він був заарештований і висланий у США, проте жодних доказів участі у воєнних злочинах не було.
В 2007 році іспанська преса повідомила, що у Єнсена були зв'язки з нацистським злочинцем Арібертом Гаймом. Єнсен заперечував ці зв'язки, а в 2009 виявилось, що Гайм помер ще в 1992 році.

## Погляди
Єнсен стверджував, що у Відкуна Квіслінга була найкраща політична програма для Норвегії, і що союзники віддали половину Європи на поталу Сталіну.

## Звання
- Шутце СС (липень 1941)
- Штандартенюнкер СС (1942)
- Унтерштурмфюрер СС (10 березня 1943)
- Оберштурмфюрер СС (30 січня 1944)

## Нагороди
- Німецька імперська відзнака за фізичну підготовку в бронзі
- Медаль «За зимову кампанію на Сході 1941/42»
- Залізний хрест
  - 2-го класу (20 квітня 1943)
  - 1-го класу (15 липня 1943)
- Штурмовий піхотний знак в сріблі
- Нагрудний знак фронтовика
- Нагрудний знак ближнього бою в сріблі
- Нагрудний знак «За поранення» в золоті
- Німецький хрест в золоті (7 грудня 1944)